# Lennart Simonsson
Lennart Simon Rune Simonsson, född 16 februari 1920 i Fliseryds socken, Kalmar län, död 5 december 2005 i Mönsterås, var en svensk målare och lantbrukare.
Han var son till godsägaren Karl Albert Simonsson och Blenda Rosalina Maria Engström och från 1953 gift med Asta Erna Ingeborg Karlsson. Simonsson studerade vid Källströms målarskola i Oskarshamn och Académie Julian i Paris samt under upprepade studieresor till Danmark, Norge, Tyskland och Frankrike. Som den målande bonden medverkade han i Källströmgruppens utställningar i Karlskoga, Oskarshamn, Växjö, Nybro, Motala, Åseda och Virserum. Han lämnade lantbruket 1961 för att på heltid arbeta med sin konstutövning. Hans konst består av stilleben, landskapsmålningar och nonfigurativa kompositioner.